# Челышков, Борис Иванович
Борис Иванович Челышков — советский хозяйственный и государственный деятель, Герой Социалистического Труда.

## Биография
Родился в 1931 году в Грязовецком районе Северного края. Член КПСС.
В 1941—1950 — пастух, матрос, маляр в городе Буй Костромской области.
В 1950—1953 — военнослужащий Советской армии.
В 1953—1992 — строитель в городе Череповце, вальцовщик стана горячего проката Череповецкого металлургического завода имени 50-летия СССР Министерства чёрной металлургии СССР.
Указом Президиума Верховного Совета СССР от 20 августа 1980 года присвоено звание Героя Социалистического Труда с вручением ордена Ленина и золотой медали «Серп и Молот».
Делегат XXVI съезда КПСС.
Умер в 2022 году в Череповце.

## Награды и звания
- Герой Социалистического Труда (20.08.1980)
- Орден Ленина (20.08.1980)
- Орден Октябрьской Революции (19.02.1974)
- Орден Знак Почёта (30.03.1971)